# Galatone
Galatone je italská obec v provincii Lecce v oblasti Apulie.
K 30. listopadu 2018 zde žilo 15430 obyvatel.